# Жабљак (река)
Жабљак је река у Федерацији БиХ, БиХ, дуга 4 km, која протиче кроз истоимено приградско насеље. Жабљак се некад у пољу испод Сухаче и Приспа, заједно са Стурбом и Бистрицом, сједињавао у Пловучу која је даље текла равнином Ливањског поља до Ћаића и тамошњих понора у подножју Динаре. У новије време воде ових река саставом канала одводе се у ретенцију „Липа“, односно акумулационо Бушко језеро.